# Dipsadoboa kageleri
Dipsadoboa kageleri — вид змій родини полозових (Colubridae). Ендемік Танзанії.

## Поширення і екологія
Dipsadoboa kageleri відомі за типовим зразком, зібраним в околицях гори Кіліманджаро, на висоті 1350 м над рівнем моря. Вони живуть в сухих саванах.